# Pajzs-gégefedőizom

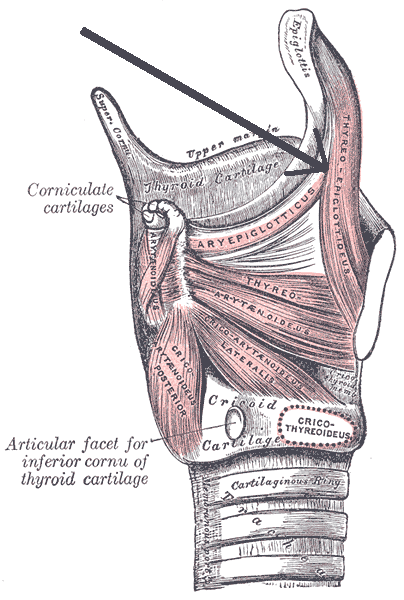
A gége izmai (a nyíl mutatja az apró izmot)

A pajzs-gégefedőizom (latinul musculus thyroepiglotticus) egy apró izom az ember gégéjénel.

## Eredés, tapadás, elhelyezkedés
A pajzsporc (cartilago thyroidea) hátsó alsó felszínéről ered. A gégefedő (epiglotticus) külső oldalán tapad.

## Funkció
Segít zárni a gégét hangképzés közben.

## Beidegzés
A nervus laryngeus recurrens idegzi be.

## Külső hivatkozások
- Leírás
- Képek
- Fül-orr-gége